# Ogro

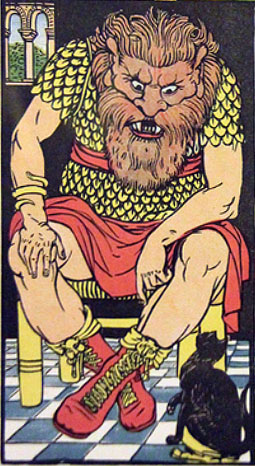
Ilustração de um ogro, por Walter Crane.

Ogro ou ogre é uma criatura mitológica do folclore europeu. Quase sempre, é retratado como um gigante de aparência grotesca e ameaçadora, que se alimenta de carne humana.

## Etimologia
A palavra ogre tem origem no francês antigo. Seu primeiro registro está  no romance em versos Perceval ou le Conte du Graal, de Chrétien de Troyes, do fim do século XII, que contém as linhas:

Et s'est escrit que il ert ancore
que toz li reaumes de Logres,
qui jadis fu la terre as ogres,
ert destruite par cele lance.
"E está escrito que ele virá novamente,
para todos os reinos de Logres,
conhecido como a terra dos ogros,

e destrua-os com essa lança."
A origem da palavra no idioma francês é incerta. Tanto pode ser um deslocamento da letra "r" em bougre ("herético", "sodomita") quanto uma derivação de orc, por sua vez originada do latim Orcus (em português, Orco, divindade infernal de origem etrusca e por extensão outro nome do inferno). Há ainda a hipótese de uma origem em hongrois (húngaro). O feminino ogresse ("ogra") surge no conto O Pequeno Polegar, de Charles Perrault, já em 1697.

## Naliteratura
- No poema Beowulf, o ogro Grendel e sua mãe são descendentes de Caim, portanto seres humanos deformados pela maldade e pela maldição divina[5]
- O Pequeno Polegar, de Charles Perrault, tem como vilão um ogro que quer devorar o protagonista e seus irmãos
- Os orcs de O Senhor dos Anéis, segundo o autor J.R.R. Tolkien, são derivados do anglo-saxão orc, que significa "demônio". O escritor aponta a origem no latim Orcus, mas afirma que a palavra chegou ao idioma inglês antes do francês ogre[6]
- Em O Leão, a Feiticeira e o Guarda-Roupa, de C.S. Lewis, os ogros fazem parte do exército de Jadis, a Feiticeira Branca, ao lado de duendes, ciclopes, minotauros e vampiros[7]
- Shrek!, de William Steig, reverte a expectativa ao fazer do ogro o herói da aventura[8]
- O Konjaku Monogatarishû, coletânea de histórias tradicionais japonesas do século XII, inclui 13 contos em que figuram ogros. Em alguns casos, as criaturas se metamorfoseiam em homens ou mulheres para enganar suas vítimas[9]

## Emmitologia comparada
No Sistema Aarne-Thompson-Uther, nomeia o papel do vilão em contos de tipologia "contos do ogre estúpido" (ATU 1000-1199). No folclore português e galego, este papel é protagonizado pelo seu semelhante Olharapo.

## Nocinema
- Shrek (2001), animação de Andrew Adamson e Vicky Jenson, adaptação do livro homônimo de William Steig[11]
- El Ogro (1969), filme mexicano de Ismael Rodríguez, conta a história de quatro crianças que procuram um tesouro guardado por um ogro[12]
- Ogre (2008), filme de horror de Steven R. Munroe

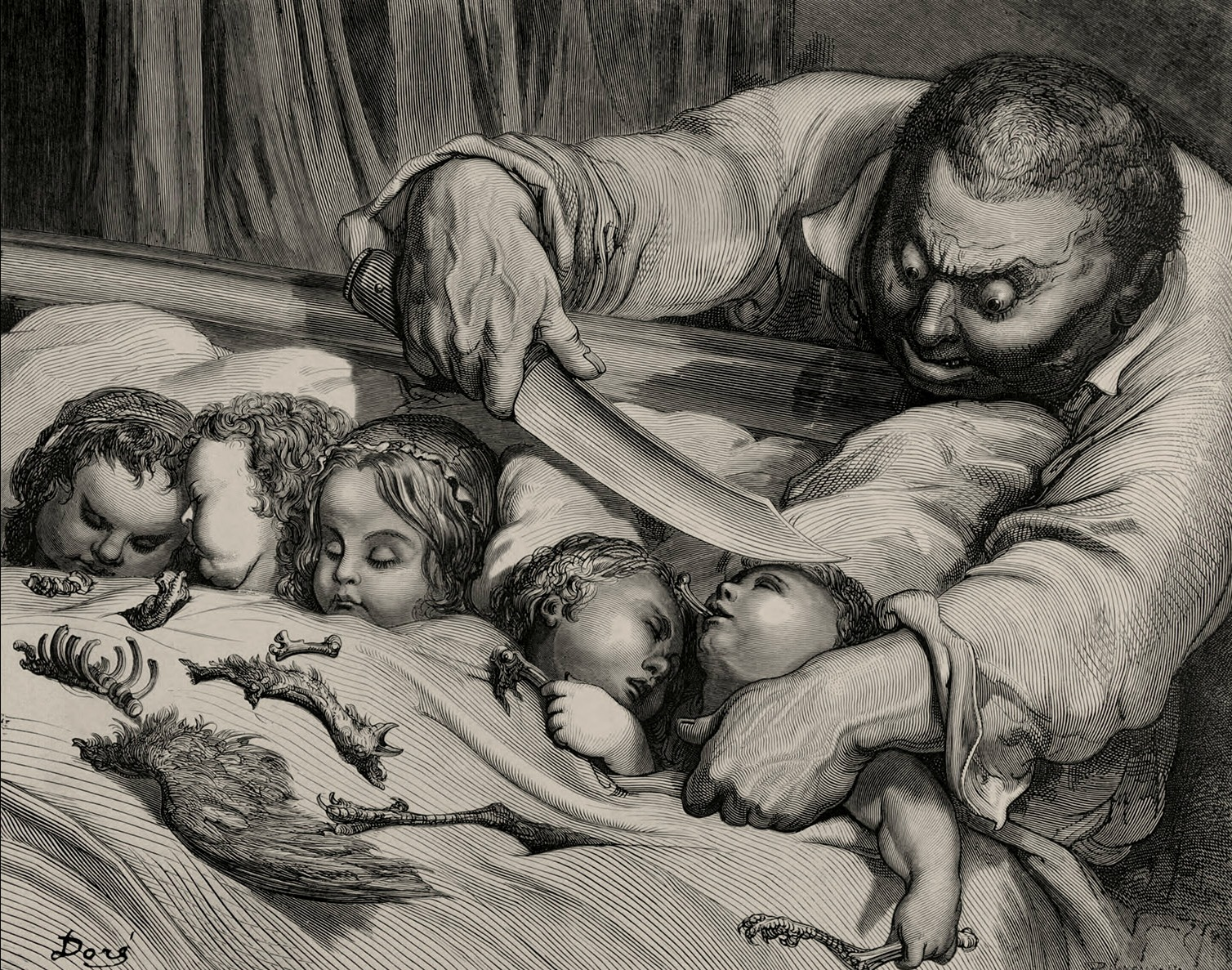
Ilustração de um ogro (Gustave Doré)
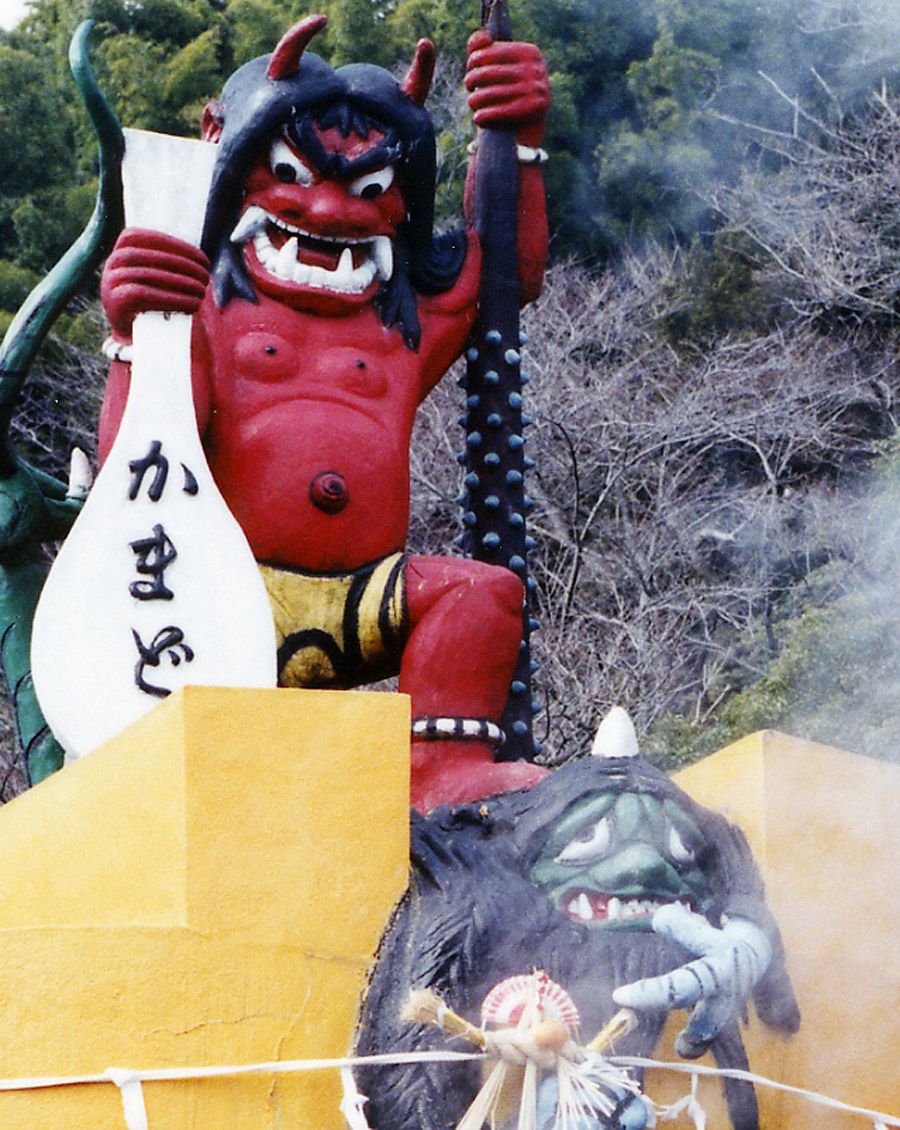
Um ogro japonês (mais conhecido como Oni)
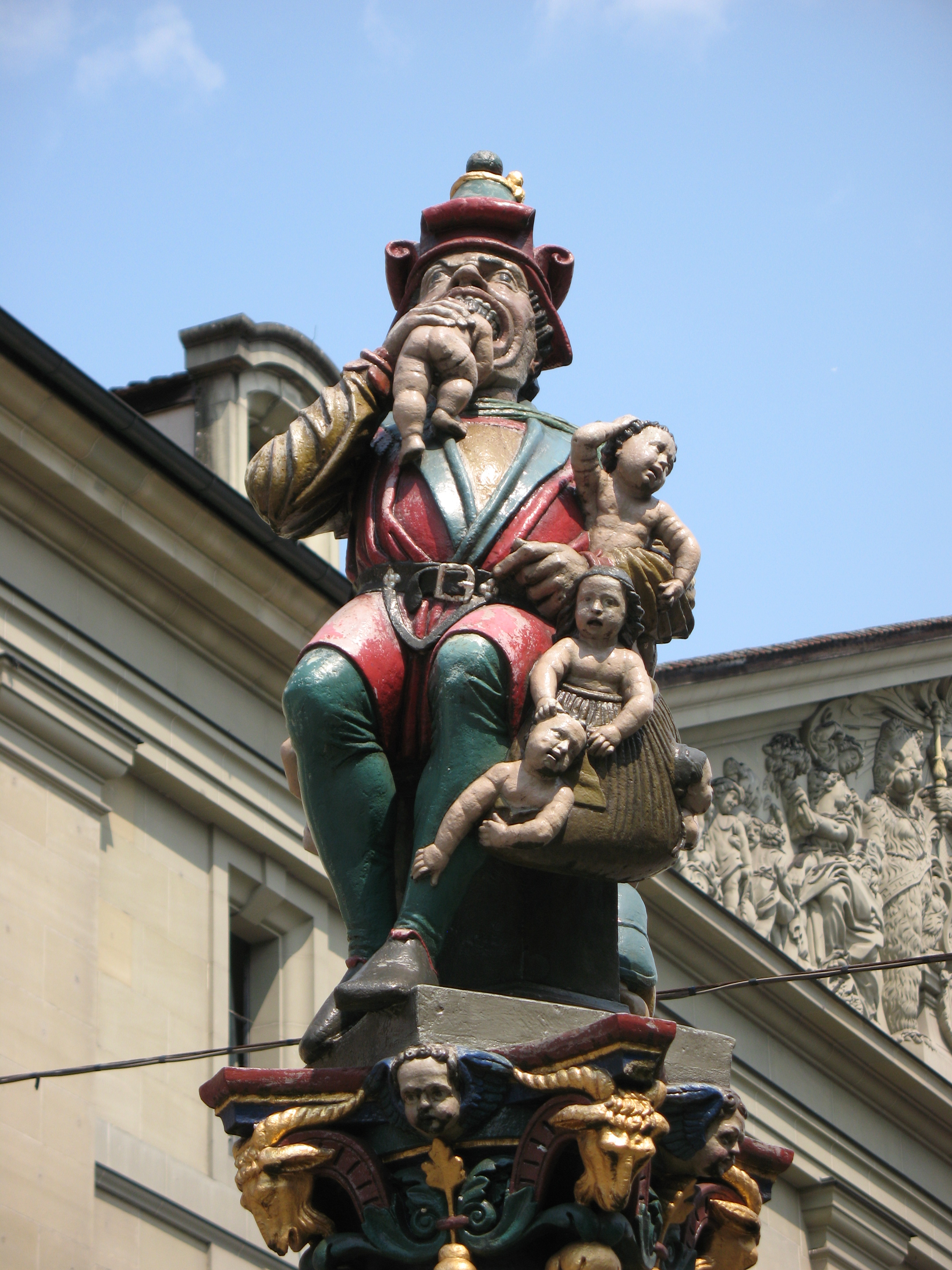
Kindlifresserbrunnen, em Berna, na Suíça
Pôster do primeiro filme do ogro famoso Shrek